# Corrida de Cori
Corrida de Cori är en ås i Argentina, på gränsen till Chile. Den ligger i den norra delen av landet, 1 500 km nordväst om huvudstaden Buenos Aires.
Trakten runt Corrida de Cori är ofruktbar med lite eller ingen växtlighet. Trakten runt Corrida de Cori är nära nog obefolkad, med mindre än två invånare per kvadratkilometer.